# Sojanoraphidia rossica
Sojanoraphidia rossica là một loài côn trùng trong họ Sojanoraphidiidae thuộc bộ Grylloblattodea. Loài này được Martynova miêu tả năm 1952.